# سد سانتا ماریا
سد سانتا ماریا (به اسپانیایی: Planta hidroeléctrica Santa María) یک سد وزنی در گواتمالا است که در Zunil (Quetzaltenango (department) واقع شده‌است.